# 10e étape du Tour de France 2010
Pour un article plus général, voir Tour de France 2010.
La 10e étape du Tour de France 2010 s'est déroulée le mercredi 14 juillet 2010 entre Chambéry et Gap sur 179 km. La victoire est revenue au Portugais Sérgio Paulinho (Team RadioShack). Le Luxembourgeois Andy Schleck conserve le maillot jaune.

## Sprints intermédiaires
| Premier   | Alessandro Petacchi | 6 pts. |
| Deuxième  | Thor Hushovd        | 4 pts. |
| Troisième | Robbie McEwen       | 2 pts. |

| Premier   | Vasil Kiryienka | 6 pts. |
| Deuxième  | Mario Aerts     | 4 pts. |
| Troisième | Dries Devenyns  | 2 pts. |

## Côtes
| Premier   | Mario Aerts      | 15 pts |
| Deuxième  | Pierre Rolland   | 13 pts |
| Troisième | Dries Devenyns   | 11 pts |
| Quatrième | Vasil Kiryienka  | 9 pts  |
| Cinquième | Sérgio Paulinho  | 8 pts  |
| Sixième   | Maxime Bouet     | 7 pts  |
| Septième  | Jérôme Pineau    | 6 pts  |
| Huitième  | Anthony Charteau | 5 pts  |

| Premier   | Mario Aerts     | 4 pts |
| Deuxième  | Vasil Kiryienka | 3 pts |
| Troisième | Pierre Rolland  | 2 pts |
| Quatrième | Sérgio Paulinho | 1 pt  |

| - 3. Col du Noyer, 2e catégorie (kilomètre 145,5) \| Premier \| Mario Aerts \| 20 pts \| \| Deuxième \| Dries Devenyns \| 18 pts \| \| Troisième \| Sérgio Paulinho \| 16 pts \| \| Quatrième \| Vasil Kiryienka \| 14 pts \| \| Cinquième \| Pierre Rolland \| 12 pts \| \| Sixième \| Maxime Bouet \| 10 pts \| |                 |        |
| Premier | Mario Aerts     | 20 pts |
| Deuxième | Dries Devenyns  | 18 pts |
| Troisième | Sérgio Paulinho | 16 pts |
| Quatrième | Vasil Kiryienka | 14 pts |
| Cinquième | Pierre Rolland  | 12 pts |
| Sixième | Maxime Bouet    | 10 pts |

## Classement de l'étape
| Classement de la 10e étape | Classement de la 10e étape | Classement de la 10e étape | Classement de la 10e étape | Classement de la 10e étape |
|                            | Coureur                    | Pays                       | Équipe                     | Temps                      |
| -------------------------- | -------------------------- | -------------------------- | -------------------------- | -------------------------- |
| 1er                        | Sérgio Paulinho            | POR                        | Team RadioShack            | en 5 h 10 min 56 s         |
| 2e                         | Vasil Kiryienka            | BLR                        | Caisse d'Épargne           | m.t.                       |
| 3e                         | Dries Devenyns             | BEL                        | Quick Step                 | + 1 min 29 s               |
| 4e                         | Pierre Rolland             | FRA                        | BBox Bouygues Telecom      | + 1 min 29 s               |
| 5e                         | Mario Aerts                | BEL                        | Omega Pharma-Lotto         | + 1 min 33 s               |
| 6e                         | Maxime Bouet               | FRA                        | AG2R La Mondiale           | + 3 min 20 s               |
| 7e                         | Nicolas Roche              | IRL                        | AG2R La Mondiale           | + 12 min 58 s              |
| 8e                         | Rémi Pauriol               | FRA                        | Cofidis                    | + 13 min 57 s              |
| 9e                         | Mark Cavendish             | GBR                        | Team HTC-Columbia          | + 14 min 19 s              |
| 10e                        | Alessandro Petacchi        | ITA                        | Lampre-Farnese             | + 14 min 19 s              |
| modifier                   |                            |                            |                            |                            |

## Classement général
| Classement général à la 10e étape | Classement général à la 10e étape | Classement général à la 10e étape | Classement général à la 10e étape | Classement général à la 10e étape |
|                                   | Coureur                           | Pays                              | Équipe                            | Temps                             |
| --------------------------------- | --------------------------------- | --------------------------------- | --------------------------------- | --------------------------------- |
| 1er                               | Andy Schleck                      | LUX                               | Team Saxo Bank                    | en 49 h 0 min 56 s                |
| 2e                                | Alberto Contador                  | ESP                               | Astana                            | + 41 s                            |
| 3e                                | Samuel Sánchez                    | ESP                               | Euskaltel-Euskadi                 | + 2 min 45 s                      |
| 4e                                | Denis Menchov                     | RUS                               | Rabobank                          | + 2 min 58 s                      |
| 5e                                | Jurgen Van den Broeck             | BEL                               | Omega Pharma-Lotto                | + 3 min 31 s                      |
| 6e                                | Levi Leipheimer                   | USA                               | Team RadioShack                   | + 3 min 59 s                      |
| 7e                                | Robert Gesink                     | NED                               | Rabobank                          | + 4 min 22 s                      |
| 8e                                | Luis León Sánchez                 | ESP                               | Caisse d'Épargne                  | + 4 min 41 s                      |
| 9e                                | Joaquim Rodríguez                 | ESP                               | Team Katusha                      | + 5 min 8 s                       |
| 10e                               | Ivan Basso                        | ITA                               | Liquigas-Doimo                    | + 5 min 9 s                       |
| modifier                          |                                   |                                   |                                   |                                   |

## Classements annexes

### Classement par points
| Classement par points | Classement par points | Classement par points | Classement par points | Classement par points |
| --------------------- | --------------------- | --------------------- | --------------------- | --------------------- |
|                       | Coureur               | Pays                  | Équipe                | Point(s)              |
| 1er                   | Thor Hushovd          | NOR                   | Cervélo TestTeam      | 138 points            |
| 2e                    | Alessandro Petacchi   | ITA                   | Lampre-Farnese        | 131 pts               |
| 3e                    | Robbie McEwen         | AUS                   | Team Katusha          | 116 pts               |
| modifier              |                       |                       |                       |                       |

### Classement du meilleur grimpeur
| Classement du meilleur grimpeur | Classement du meilleur grimpeur | Classement du meilleur grimpeur | Classement du meilleur grimpeur | Classement du meilleur grimpeur |
| ------------------------------- | ------------------------------- | ------------------------------- | ------------------------------- | ------------------------------- |
|                                 | Coureur                         | Pays                            | Équipe                          | Point(s)                        |
| 1er                             | Jérôme Pineau                   | FRA                             | Quick Step                      | 91 points                       |
| 2e                              | Anthony Charteau                | FRA                             | BBox Bouygues Telecom           | 90 pts                          |
| 3e                              | Christophe Moreau               | FRA                             | Caisse d'Épargne                | 62 pts                          |
| modifier                        |                                 |                                 |                                 |                                 |

### Classement du meilleur jeune
| Classement général du meilleur jeune | Classement général du meilleur jeune | Classement général du meilleur jeune | Classement général du meilleur jeune | Classement général du meilleur jeune |
|                                      | Coureur                              | Pays                                 | Équipe                               | Temps                                |
| ------------------------------------ | ------------------------------------ | ------------------------------------ | ------------------------------------ | ------------------------------------ |
| 1er                                  | Andy Schleck                         | LUX                                  | Team Saxo Bank                       | en 49 h 0 min 56 s                   |
| 2e                                   | Robert Gesink                        | NED                                  | Rabobank                             | + 4 min 22 s                         |
| 3e                                   | Roman Kreuziger                      | CZE                                  | Liquigas-Doimo                       | + 5 min 11 s                         |
| modifier                             |                                      |                                      |                                      |                                      |

### Classement par équipes
| Classement par équipes | Classement par équipes | Classement par équipes | Classement par équipes |
|                        | Équipe                 | Pays                   | Temps                  |
| ---------------------- | ---------------------- | ---------------------- | ---------------------- |
| 1re                    | Caisse d'Épargne       | Espagne                | en 147 h 7 min 2 s     |
| 2e                     | Team RadioShack        | États-Unis             | + 31 s                 |
| 3e                     | Astana                 | Kazakhstan             | + 14 min 54 s          |
| modifier               |                        |                        |                        |

## Abandon
Aucun abandon.